# Bendt Bendtsen
 Der er flere personer med dette navn, se Bendt Bendtsen (flertydig).
Bendt Bendtsen (født 25. marts 1954 i Odense) er en dansk politiassistent, tidligere folketingsmedlem, tidligere økonomi- og erhvervsminister og tidligere medlem af Europa-Parlamentet, valgt for Det Konservative Folkeparti.

## Baggrund
Han er søn af landmand Jørgen Bendtsen og hustru Anna Marie. Han tog realeksamen fra Odense Friskole i 1971, eksamen fra Korinth Landbrugsskole 1972. Han arbejdede ved landbruget 1971-75, påbegyndte uddannelsen til politibetjent ved Politiskolen 1975, blev politiassistent 1980 og kriminalassistent 1984 ved kriminalpolitiet i Odense. Han var næstformand i Odense Kriminalpolitiforening 1989-92.

## Politiske karriere

### Folketingsmedlem
Fra 1982 var Bendt Bendtsen medlem af bestyrelsen for Næsby konservative vælgerforening, af bestyrelsen for Odense Vest-kredsen og af hovedbestyrelsen for Odense vælgerforening. Han udfærdigede partiets retspolitik, som blev vedtaget 1987. Han var medlem af Odense Byråd fra 1989 [indtil?], folketingskandidat i Odense Østkredsen fra 1990, i Fåborgkredsen fra 1992 og i Odense 3. kreds fra 1998.
I Folketinget var Bendt Bendtsen midlertidigt medlem for Fyns Amtskreds 5.-24. april 1994, folketingsmedlem fra 21. sept. 1994, socialordfører 1994-95, arbejdsmarkedsordfører 1995-98 og retspolitisk ordfører 1998-99, politisk leder og gruppeformand fra 5. aug. 1999 til 2008, partiformand 2000-2008.

### Regeringen
Bendt Bendtsen var økonomi- og erhvervsminister og vicestatsminister 2001-2008 i regeringerne Anders Fogh Rasmussen I, Anders Fogh Rasmussen II og Anders Fogh Rasmussen III.
Under Bendt Bendtsens tid i Økonomi- og Erhvervsministeriet blev Nordsøaftalen indgået, hvor kulbrintefradraget blev kraftigt beskåret.
I september 2008 overlod han posterne som erhvervs- og økonomiminister og som formand for De Konservative til Lene Espersen.

### Europa-Parlamentet
Efter sin aftrædelse som minister og formand valgte Bendtsen af stille op til Europa-Parlamentet, og med 176.786 stemmer blev han i 2009 valgt ind. I parlamentet er han medlem af Gruppen for Det Europæiske Folkeparti (Kristelige Demokrater) og De Europæiske Demokrater (PPE-DE).
Der har han været ordfører på en 2010 rapport om energieffektivitet som har dannet baggrund for ny lovgivning.
Til en afstemning i Europa-Parlamentet i 2012 om Tobin-skatten stemte Bendtsen blankt.
Han er medlem af Udvalget om Industri, Forskning og Energi og Delegationen for Forbindelserne med Landene i Sydasien.

## Karriere i erhvervslivet
Bendt Bendtsen er tilknyttet eller har været tilkyttet aktieselskaberne Team Online A/S, Vesterhavet A/S og Team Online Global A/S;
anpartsselskaberne LR Investment ApS, Seamall Aps; samt Fonden af 28. maj 1948 og Lauritzen Fonden.
I Lauritzen Fonden, og Team Online og det Svendborg-baserede firma Seamall sidder han som bestyrelsesmedlem.
Han har også været medlem af bestyrelsen for Esvagt, da det var en del Svitzer som igen var ejet af A.P. Møller-Mærsk.

## Kontroverser

### Anklager om modtagelse af gaver
Den 14. marts 2009 skrev B.T., at Bendtsen i sin tid som minister havde modtaget jagt- og golfrejser samt ophold på danske godser, betalt af erhvervslivet, bl.a. firmaerne Danfoss, Danisco og Hedeselskabet. Uffe Thorndahl, borgmester i Hørsholm, anmeldte Bendtsen til politiet for bestikkelse (og skatteunddragelse for skat af de påståede gaver).
Ifølge BT havde Bendtsen deltaget i 33 sådanne arrangementer, hvoraf 12 flerdagesture.
Den 15. marts sagde Folketingets Ombudsmand Hans Gammeltoft-Hansen, at ministre er underlagt forvaltningsloven, og at han vil overveje en undersøgelse af sagen. Bendt Bendtsen svarede, at der ikke var tale om gaver, fordi han udelukkende deltog i de pågældende arrangementer som minister, ikke som privatperson, da mange fra erhvervslivet fortrækker at mødes på golfbanen eller på jagt for at tale sammen og udveksle erfaringer.
Ifølge B.T. var arrangementerne i ministerens offentligt tilgængelige kalender angivet som erhvervsarrangementer, men B.T. hævdede den 16. marts, at nogle navngivne direktører for virksomhederne havde oplyst, at de udelukkende inviterede Bendtsen med som privat ven eller partifælle. Pressechef for det Konservative Folkeparti Rikke Egelund hævdede, at ministre ikke er omfattet af den almindelige skattelov i denne sammenhæng, da ministre angiveligt er undtaget for skat, idet de kan kaste glans over et arrangement. Den 16. marts afviste Bendtsen alle anklager om korruption og sagde, at han ser frem til en tilbundsgående undersøgelse.

### Anklager om privat brug af ministerbil
I juni 2008 erkendte Bendtsen efter spørgsmål i Folketinget, at han havde benyttet sin ministerbil til kørsler, der i hans kalender var angivet som "private", men det skyldtes, at der var tale om "fortrolige møder". Han erkendte også at have brugt ministerbilen til jagt- og golfselskaber, men det skyldtes ifølge Bendtsen, at der var tale om netværksdannende møder, som han var inviteret til i sin egenskab af minister. Han erkendte at have brugt ministerbilen til at hente en reservedel til sin traktor i 2004, men det skyldtes, at bilen blev brugt som et rullende kontor. Lektor i forvaltningsret Jørgen Albæk Jensen hævdede, at der var tale om "graverende eksempler på overtrædelse af reglerne om brug af ministerbiler", fordi bilen også var brugt til private ferier, middage, fester og bryllup.
Oplysninger om kørslerne blev oprindelig røbet af den tidligere ministerchauffør, som var utilfreds med, at køre/hviletidsbestemmelser ikke var overholdt på grund af de mange kørsler. Jyllands-Posten havde fået aktindsigt i ministerens kalender, men da dokumenterne blev udleveret, havde embedsmænd tilføjet oplysninger 86 steder, angiveligt således, at private arrangementer fik karakter af at være tjenstlige. Ministeriet havde skrevet til Jyllands-Posten, at tilføjelserne i kalenderen var i overensstemmelse med Folketingets Ombudsmands praksis på to punkter, men senere erkendte ministeriet, at dette "ved en fejl" var formuleret forkert. Pressejurist Oluf Jørgensen ved Danmarks Journalisthøjskole hævdede, at det var "groft og helt uacceptabelt, at ministeriet misbrugte ombudsmandens autoritet." Senere fik avisen aktindsigt i kalenderen, som den så ud, før der blev tilføjet oplysninger.
I marts 2009 tildelte ombudsmanden kritik (en "næse") til Bendt Bendtsen, fordi ministeriet ændrede i kalenderen, inden den blev udleveret. "Uanset hvor ubetydelige ændringerne havde været, må en offentlig myndighed ikke ændre i et dokument, før det giver aktindsigt, skrev ombudsmanden. Han tilføjede, at hvis ministeriet havde behov for at kommentere oplysninger i et dokument, skulle det ske på et særskilt dokument.

### Snyd med oplysninger i CV
I alle årene som Økonomi- og Erhvervsminister oplyste ministeriet på sin hjemmeside, at Bendt Bendtsen havde en Højere Handelseksamen. At han skulle have gennemført samme uddannelse er tillige nævnt i Bendt Bendtsen CV hos både Folketinget, EU-parlamentet og Det Konservative Folkeparti. Avisen BT har afsløret, at Bendt Bendtsen aldrig har gennemført en sådan uddannelse, men at han udelukkende har taget to enkeltfag på aftenskole. Oplysningerne om den manglende handelsuddannelse er blevet bekræftet af Den Konservative Pressetjeneste.

## Andet
Bendt Bendtsen er kommandør af Dannebrogsordenen og var, mens han var minister, placeret i rangfølgens klasse I nr. 4.
Han modtog i 2007 prisen som "Årets Erhvervspolitiker" fra DESA – Dansk Erhvervssammenslutning.
Han er medlem af VL-gruppe 61.
I Politikens humoristiske At tænke sig-rubrik optræder Bendtsen som kriminaloverbendt Betjendtsen, forfatter til Døgnrapporten, hvor borgerlige nøglepolitikere er tildelt forskellige politiroller og ofte fornærmer Betjendtsen, hvilket denne dog sjældent opdager.[kilde mangler]